# Tetramerium rubrum
Tetramerium rubrum är en akantusväxtart som beskrevs av Happ. Tetramerium rubrum ingår i släktet Tetramerium och familjen akantusväxter. Inga underarter finns listade i Catalogue of Life.